# Nine Destinies and a Downfall
Nine Destinies and a Downfall é o terceiro álbum de estúdio da banda norueguesa de gothic metal Sirenia . Foi lançado em 23 de fevereiro de 2007 pela Nuclear Blast . O CD aprimorado da edição digipak contém uma faixa bônus, o vídeo da música "My Mind's Eye" e software multimídia. O videoclipe foi produzido e dirigido pela produtora sérvia iCODE Team, sendo o primeiro da banda. Em março de 2007, um segundo vídeo foi lançado, "The Other Side".

### Arte de capa
O álbum traz uma arte de capa baseada em um " ciborgue " luminoso muito futurista - com a cara da nova vocalista Monika Pedersen - e bem diferente de qualquer outro álbum da banda.
Para o design da capa, a Nuclear Blast os aconselhou a entrar em contato com o artista gráfico americano Anthony Clarkson, que desenhou capas para Blind Guardian, Rage, Lacuna Coil e In Flames entre outros. Anthony acabou por ser um fã vitalício de Sirenia e felizmente fez o trabalho necessário.

### História
| Críticas profissionais | Críticas profissionais |
| Avaliações da crítica  | Avaliações da crítica  |
| Fonte                  | Avaliação              |
| ---------------------- | ---------------------- |
| About.Com              | 3.5 de 5 estrelas.     |
| Metal Storm            | [ 3 ]                  |

No final de 2004, o contrato da banda com a Napalm Records expirou e não foi renovado. Mais tarde, Sirenia aceitou uma oferta de uma nova gravadora, a Nuclear Blast, e eles assinaram um contrato de longo prazo em março de 2005.
Nine Destinies and a Downfall foi gravado entre 17 de julho e 1º de outubro de 2006 em três estúdios de gravação: Stargoth ( Tau, Noruega ), Sound Suite ( Marselha ) e Jailhouse ( Kristiansand ), enquanto foi mixado e masterizado no Antfarm Studios ( Aarhus, Dinamarca ). Portanto, é uma das produções mais exaustivas da banda para elevar a qualidade da gravação a um patamar melhor. O álbum foi lançado em 23 de fevereiro de 2007, quase três anos após o álbum anterior An Elixir for Existence .
Ele apresenta uma nova vocalista feminina muito divulgada, a dinamarquesa Monika Pedersen (do Sinphonia) em seu único álbum com Sirenia, que se juntou à banda em abril de 2006 substituindo Henriette Bordvik. Também traz um novo guitarrista, Bjørnar Landa (do Artifact), membro ao vivo da banda desde 2004 que substituiu Kristian Gundersen, mas não participou das sessões de gravação.
No entanto, a experiência de Pedersen com Sirenia terminou repentinamente em novembro de 2007, quando ela deixou o grupo devido a desentendimentos musicais durante a turnê promocional europeia agendada com o Therion .

### Estilo musical
O álbum apresenta uma mudança notável (e definitiva) no estilo musical da banda, começando em direção a um som de gothic metal mais melódico e amigável ao rádio, deixando de fora as seções mais operísticas e as passagens de violino, incluindo menos grunhidos de morte de Morten Veland .
Especificamente, contém uma mistura de canções pesadas e poderosas com refrão cativante em letras sombrias, focadas especialmente nos vocais puros de Pedersen; todas elas características estratégicas que deram à banda acesso a um público bem mais amplo.

### Recepção
Nine Destinies and a Downfall foi o primeiro álbum de Sirenia a atingir as paradas em vários países europeus.
Da mesma forma, o single "My Mind's Eye" foi seu primeiro grande sucesso internacional em algumas rádios locais. O videoclipe foi amplamente distribuído na Áustria, Suíça, Austrália e Alemanha e foi transmitido pela MTV .

### Lista de músicas
Todas as músicas foram compostas por Morten Veland.
| N.º            | Título                                                   | Duração |  |
| 1.             | "The Last Call"                                          | 4:45    |  |
| 2.             | "My Mind's Eye"                                          | 3:41    |  |
| 3.             | "One by One"                                             | 5:28    |  |
| 4.             | "Sundown"                                                | 5:05    |  |
| 5.             | "Absent Without Leave"                                   | 4:54    |  |
| 6.             | "The Other Side"                                         | 3:55    |  |
| 7.             | "Seven Keys and Nine Doors"                              | 4:55    |  |
| 8.             | "Downfall"                                               | 4:44    |  |
| 9.             | "Glades of Summer"                                       | 5:36    |  |
| 10.            | "My Mind's Eye" (edição de rádio, edição bônus limitada) | 3:17    |  |
| Duração total: | Duração total:                                           | 46:18   |  |

### Equipe
Créditos para Nine Destinies and a Downfall adaptados das notas do encarte.

### Sirenia
- Morten Veland – guitarras, vocais ásperos (faixas 4, 7, 8), vocais limpos (faixas 5, 7), baixo, teclados, programação, mixagem, engenharia
- Monika Pedersen - vocais femininos
- Jonathan Pérez – bateria

### Equipe adicional
- Anthony Clarkson – obra de arte
- Terje Refsnes – engenharia
- Hans Eidsgard – engenharia
- Tue Madsen – mixagem, masterização
- Timo Pollinger – design

### Paradas musicais
| Parada (2007)                      | Posição (pico) |
| ---------------------------------- | -------------- |
| Parada Francesa (SNEP)             | 134            |
| Parada Alemã (Offizielle Top 100)  | 54             |
| Parada Suiça (Schweizer Hitparade) | 85             |